# Serie A (Italia) 2021-22
La Serie A 2021-22 fue la nonagésima edición de la máxima competición futbolística de Italia, desde su creación en 1929.
Un total de 20 equipos participaron en la competición, incluyendo 17 equipos de la temporada anterior y 3 provenientes de la Serie B 2020-21.
Esta temporada fue la primera de la Serie A donde se empleó un calendario asimétrico, al igual que sucede en las ligas de Inglaterra, Francia y España. Esto significa que el orden de los partidos de la primera vuelta no coincide con el de la segunda.

## Relevos
| Pos. | a Serie B        |
| ---- | ---------------- |
| 18.º | Benevento Calcio |
| 19.º | Crotone          |
| 20.º | Parma Calcio     |

| Pos. | a Serie A              |
| ---- | ---------------------- |
| 1.º  | Empoli F. C.           |
| 2.º  | U. S. Salernitana 1919 |
| Pro. | Venezia F. C.          |

## Información de los equipos
| Equipo        | Ciudad    | Estadio                             | Capacidad | Entrenador              | Capitán              | Proveedor   | Patrocinador         |
| ------------- | --------- | ----------------------------------- | --------- | ----------------------- | -------------------- | ----------- | -------------------- |
| Atalanta      | Bérgamo   | Gewiss Stadium                      | 21 300    | Gian Piero Gasperini    | Rafael Tolói         | Joma        | Plus500              |
| Bologna       | Bolonia   | Renato Dall'Ara                     | 36 462    | Siniša Mihajlović       | Roberto Soriano      | Macron      | Facile Ristrutturare |
| Cagliari      | Cagliari  | Unipol Domus - Sardegna Arena       | 16 233    | Alessandro Agostini INT | João Pedro           | Adidas      | Ichnusa              |
| Empoli        | Empoli    | Carlo Castellani                    | 16 800    | Aurelio Andreazzoli     | Simone Romagnoli     | Kappa       | Computer Gross       |
| Fiorentina    | Florencia | Artemio Franchi                     | 47 300    | Vincenzo Italiano       | Cristiano Biraghi    | Kappa       | Mediacom             |
| Genoa         | Génova    | Luigi Ferraris                      | 36 599    | Alexander Blessin       | Domenico Criscito    | Kappa       | Banca Sistema        |
| Hellas Verona | Verona    | Marc'Antonio Bentegodi              | 39 211    | Igor Tudor              | Miguel Veloso        | Macron      | Gruppo Sinergy       |
| Inter         | Milán     | Giuseppe Meazza                     | 80 018    | Simone Inzaghi          | Samir Handanović     | Nike        | Socios.com           |
| Juventus      | Turín     | Allianz Stadium                     | 41 507    | Massimiliano Allegri    | Giorgio Chiellini    | Adidas      | Jeep                 |
| Lazio         | Roma      | Olímpico de Roma                    | 72 700    | Maurizio Sarri          | Ciro Immobile        | Macron      | Binance              |
| Milan         | Milán     | San Siro                            | 80 018    | Stefano Pioli           | Alessio Romagnoli    | Puma        | Emirates             |
| Napoli        | Nápoles   | Diego Armando Maradona              | 54 726    | Luciano Spalletti       | Lorenzo Insigne      | EA7         | Lete                 |
| Roma          | Roma      | Olímpico de Roma                    | 72 700    | José Mourinho           | Lorenzo Pellegrini   | New Balance | DigitalBits          |
| Salernitana   | Salerno   | Arechi                              | 31 300    | Davide Nicola           | Francesco Di Tacchio | Zeus        | Gruppo Noviello      |
| Sampdoria     | Génova    | Luigi Ferraris                      | 36 599    | Marco Giampaolo         | Fabio Quagliarella   | Macron      | Banca Ifis           |
| Sassuolo      | Sassuolo  | Mapei Stadium - Città del Tricolore | 23 717    | Alessio Dionisi         | Francesco Magnanelli | Puma        | Mapei                |
| Spezia        | Spezia    | Alberto Picco                       | 10 336    | Thiago Motta            | Claudio Terzi        | Acerbis     | TEN Food & Beverage  |
| Torino        | Turín     | Olímpico de Turín                   | 27 994    | Ivan Jurić              | Andrea Belotti       | Joma        | Suzuki               |
| Udinese       | Údine     | Friuli                              | 25 000    | Gabriele Cioffi INT     | Bram Nuytinck        | Macron      | Dacia                |
| Venezia       | Venecia   | Pier Luigi Penzo                    | 11 150    | Andrea Soncin           | Marco Modolo         | Kappa       | DR Automobiles       |

### Cambios de entrenadores
| Equipo              | Entrenador (Jornadas)      | Fecha de vacante         | Tipo de salida     | Posición en la tabla | Entrenador entrante              | Fecha de nombramiento    |
| ------------------- | -------------------------- | ------------------------ | ------------------ | -------------------- | -------------------------------- | ------------------------ |
| Inter de Milán      | Antonio Conte              | 26 de mayo de 2021       | Mutuo acuerdo      | Pretemporada         | Simone Inzaghi                   | 3 de junio de 2021       |
| Juventus de Turín   | Andrea Pirlo               | 28 de mayo de 2021       | Destituido         | Pretemporada         | Massimiliano Allegri             | 28 de mayo de 2021       |
| Hellas Verona       | Ivan Jurić                 | 28 de mayo de 2021       | Mutuo acuerdo      | Pretemporada         | Eusebio Di Francesco             | 7 de junio de 2021       |
| AS Roma             | Paulo Fonseca              | 30 de junio de 2021      | Fin del contrato   | Pretemporada         | José Mourinho                    | 4 de mayo de 2021        |
| SSC Napoli          | Gennaro Gattuso            | 30 de junio de 2021      | Fin del contrato   | Pretemporada         | Luciano Spalletti                | 29 de mayo de 2021       |
| ACF Fiorentina      | Giuseppe Iachini           | 30 de junio de 2021      | Fin del contrato   | Pretemporada         | Vincenzo Italiano                | 30 de junio de 2021      |
| Torino FC           | Davide Nicola              | 30 de junio de 2021      | Fin del contrato   | Pretemporada         | Ivan Jurić                       | 28 de mayo de 2021       |
| SS Lazio            | Simone Inzaghi             | 30 de junio de 2021      | Fin del contrato   | Pretemporada         | Maurizio Sarri                   | 9 de junio de 2021       |
| US Sassuolo         | Roberto De Zerbi           | 30 de junio de 2021      | Fin del contrato   | Pretemporada         | Alessio Dionisi                  | 16 de junio de 2021      |
| Empoli FC           | Alessio Dionisi            | 30 de junio de 2021      | Fin del contrato   | Pretemporada         | Aurelio Andreazzoli              | 21 de junio de 2021      |
| U. C. Sampdoria     | Claudio Ranieri            | 30 de junio de 2021      | Fin de contrato    | Pretemporada         | Roberto D'Aversa                 | 4 de julio de 2021       |
| Spezia Calcio       | Vincenzo Italiano          | 30 de junio de 2021      | Mutuo acuerdo      | Pretemporada         | Thiago Motta                     | 6 de julio de 2021       |
| Cagliari Calcio     | Leonardo Semplici (1-3)    | 14 de septiembre de 2021 | Destituido         | 17.º                 | Walter Mazzarri (4-...)          | 15 de septiembre de 2021 |
| Hellas Verona F. C. | Eusebio Di Francesco (1-3) | 14 de septiembre de 2021 | Destituido         | 19.º                 | Igor Tudor (4-...)               | 16 de septiembre de 2021 |
| Salernitana         | Fabrizio Castori (1-8)     | 17 de octubre de 2021    | Destituido         | 20.º                 | Stefano Colantuono (9-...)       | 17 de octubre de 2021    |
| Genoa               | Davide Ballardini (1-12)   | 6 de noviembre de 2021   | Destituido         | 17.º                 | Andriy Shevchenko (13-...)       | 7 de noviembre de 2021   |
| Udinese             | Luca Gotti (1-16)          | 7 de diciembre de 2021   | Destituido         | 14.º                 | Gabriele Cioffi INT (17-...)     | 8 de diciembre de 2021   |
| Genoa               | Andriy Shevchenko (13-21)  | 15 de enero de 2022      | Destituido         | 19.º                 | Abdoulay Konko INT (22)          | 15 de enero de 2022      |
| Sampdoria           | Roberto D'Aversa (1-22)    | 17 de enero de 2022      | Destituido         | 16.º                 | Marco Giampaolo (23-...)         | 19 de enero de 2022      |
| Genoa               | Abdoulay Konko INT (22)    | 19 de enero de 2022      | Fin de interinidad | 19.º                 | Alexander Blessin (23-...)       | 19 de enero de 2022      |
| Salernitana         | Stefano Colantuono (9-25)  | 15 de febrero de 2022    | Destituido         | 20.º                 | Davide Nicola (26-...)           | 15 de febrero de 2022    |
| Venezia             | Paolo Zanetti (1-33)       | 27 de abril de 2022      | Destituido         | 20.º                 | Andrea Soncin (34-...)           | 27 de abril de 2022      |
| Cagliari Calcio     | Walter Mazzarri (4-35)     | 2 de mayo de 2022        | Destituido         | 17.º                 | Alessandro Agostini INT (36-...) | 2 de mayo de 2022        |

## Localización
| Región               | N.º | Equipos                                         |
| -------------------- | --- | ----------------------------------------------- |
| Lombardía            | 3   | A. C. Milan, Atalanta B. C. y Inter de Milán    |
| Liguria              | 3   | Genoa C. F. C., U. C. Sampdoria y Spezia Calcio |
| Campania             | 2   | S. S. C. Napoli y U. S. Salernitana 1919        |
| Emilia-Romaña        | 2   | F. C. Bologna y U. S. Sassuolo                  |
| Lacio                | 2   | A. S. Roma y S. S. Lazio                        |
| Piamonte             | 2   | Juventus F. C. y Torino F. C.                   |
| Toscana              | 2   | A. C. F. Fiorentina y Empoli F. C.              |
| Véneto               | 2   | Hellas Verona F. C. y Venezia F. C.             |
| Cerdeña              | 1   | Cagliari Calcio                                 |
| Friuli-Venecia Julia | 1   | Udinese Calcio                                  |

## Clasificación
| Pos. | Equipo         | Pts. | PJ | G  | E  | P  | GF | GC | Dif. | Clasificación 2022–23                           |
| ---- | -------------- | ---- | -- | -- | -- | -- | -- | -- | ---- | ----------------------------------------------- |
| 1    | Milan (C)      | 86   | 38 | 26 | 8  | 4  | 69 | 31 | +38  | Fase de grupos de la Liga de Campeones          |
| 2    | Inter de Milán | 84   | 38 | 25 | 9  | 4  | 84 | 32 | +52  | Fase de grupos de la Liga de Campeones          |
| 3    | Napoli         | 79   | 38 | 24 | 7  | 7  | 74 | 31 | +43  | Fase de grupos de la Liga de Campeones          |
| 4    | Juventus       | 70   | 38 | 20 | 10 | 8  | 57 | 37 | +20  | Fase de grupos de la Liga de Campeones          |
| 5    | Lazio          | 64   | 38 | 18 | 10 | 10 | 77 | 58 | +19  | Fase de grupos de la Liga Europa                |
| 6    | Roma           | 63   | 38 | 18 | 9  | 11 | 59 | 43 | +16  | Fase de grupos de la Liga Europa                |
| 7    | Fiorentina     | 62   | 38 | 19 | 5  | 14 | 59 | 51 | +8   | Ronda de Play-Off de la Liga Europa Conferencia |
| 8    | Atalanta       | 59   | 38 | 16 | 11 | 11 | 65 | 48 | +17  |                                                 |
| 9    | Hellas Verona  | 53   | 38 | 14 | 11 | 13 | 65 | 59 | +6   |                                                 |
| 10   | Torino         | 50   | 38 | 13 | 11 | 14 | 46 | 41 | +5   |                                                 |
| 11   | Sassuolo       | 50   | 38 | 13 | 11 | 14 | 64 | 66 | −2   |                                                 |
| 12   | Udinese        | 47   | 38 | 11 | 14 | 13 | 61 | 58 | +3   |                                                 |
| 13   | Bologna        | 46   | 38 | 12 | 10 | 16 | 44 | 55 | −11  |                                                 |
| 14   | Empoli         | 41   | 38 | 10 | 11 | 17 | 50 | 70 | −20  |                                                 |
| 15   | Sampdoria      | 36   | 38 | 10 | 6  | 22 | 46 | 63 | −17  |                                                 |
| 16   | Spezia         | 36   | 38 | 10 | 6  | 22 | 41 | 71 | −30  |                                                 |
| 17   | Salernitana    | 31   | 38 | 7  | 10 | 21 | 33 | 78 | −45  |                                                 |
| 18   | Cagliari (D)   | 30   | 38 | 6  | 12 | 20 | 34 | 68 | −34  | Descenso a la Serie B                           |
| 19   | Genoa (D)      | 28   | 38 | 4  | 16 | 18 | 27 | 60 | −33  | Descenso a la Serie B                           |
| 20   | Venezia (D)    | 27   | 38 | 6  | 9  | 23 | 34 | 69 | −35  | Descenso a la Serie B                           |

Actualizado a los partidos jugados el 22 de mayo de 2022.
 Fuente: Serie A
Notas:
1. ↑  Dado que el campeón de la Copa Italia 2021-22, el Inter de Milán, está en puestos Champions, la plaza de la Europa League otorgada a los ganadores de la Copa Italia se transfiere al equipo de la Serie A mejor clasificado que no esté clasificado para esta competición, que es el equipo en sexto lugar.

### Evolución de la clasificación
| Equipo      | 01 | 02 | 03 | 04 | 05 | 06 | 07 | 08 | 09 | 10 | 11 | 12 | 13 | 14 | 15 | 16 | 17 | 18 | 19  | 20   | 21   | 22   | 23  | 24  | 25   | 26   | 27   | 28   | 29   | 30   | 31   | 32   | 33   | 34  | 35  | 36 | 37 | 38 |
| ----------- | -- | -- | -- | -- | -- | -- | -- | -- | -- | -- | -- | -- | -- | -- | -- | -- | -- | -- | --- | ---- | ---- | ---- | --- | --- | ---- | ---- | ---- | ---- | ---- | ---- | ---- | ---- | ---- | --- | --- | -- | -- | -- |
| Milan       | 8  | 4  | 2  | 3  | 3  | 2  | 2  | 2  | 2  | 2  | 2  | 2  | 2  | 2  | 2  | 1  | 2  | 3  | 2   | 2    | 2    | 2    | 3   | 3   | 1    | 1    | 2    | 1    | 1    | 1    | 1    | 1    | 1    | 1   | 1   | 1  | 1  | 1  |
| Inter       | 1  | 2  | 4  | 2  | 2  | 3  | 3  | 3  | 3  | 3  | 3  | 3  | 3  | 3  | 3  | 2  | 1  | 1  | 1   | 1*   | 1*   | 1*   | 1*  | 1*  | 2*   | 2*   | 3*   | 2*   | 3*   | 3*   | 3*   | 2*   | 2*   | 2*  | 2   | 2  | 2  | 2  |
| Napoli      | 4  | 5  | 3  | 1  | 1  | 1  | 1  | 1  | 1  | 1  | 1  | 1  | 1  | 1  | 1  | 3  | 4  | 2  | 3   | 3    | 3    | 3    | 2   | 2   | 3    | 3    | 1    | 3    | 2    | 2    | 2    | 3    | 3    | 3   | 3   | 3  | 3  | 3  |
| Juventus    | 10 | 12 | 16 | 18 | 12 | 10 | 7  | 7  | 6  | 7  | 9  | 8  | 8  | 7  | 7  | 5  | 7  | 7  | 5   | 5    | 5    | 5    | 5   | 4   | 4    | 4    | 4    | 4    | 4    | 4    | 4    | 4    | 4    | 4   | 4   | 4  | 4  | 4  |
| Lazio       | 2  | 1  | 7  | 6  | 7  | 6  | 6  | 5  | 8  | 6  | 6  | 5  | 6  | 8  | 9  | 8  | 9  | 8  | 8   | 8    | 8    | 8    | 8   | 6   | 6    | 6    | 7    | 7    | 5    | 7    | 6    | 6    | 6    | 6   | 5   | 5  | 5  | 5  |
| Roma        | 3  | 3  | 1  | 4  | 4  | 4  | 4  | 4  | 4  | 4  | 4  | 6  | 5  | 5  | 5  | 7  | 6  | 5  | 6   | 7    | 6    | 7    | 6   | 7   | 7    | 8    | 6    | 6    | 7    | 6    | 5    | 5    | 5    | 5   | 6   | 6  | 6  | 6  |
| Fiorentina  | 18 | 10 | 8  | 5  | 6  | 5  | 5  | 9  | 7  | 8  | 7  | 7  | 7  | 6  | 6  | 6  | 5  | 6  | 7   | 6*   | 7*   | 6*   | 7*  | 8*  | 8*   | 7*   | 8*   | 8*   | 8*   | 8*   | 8*   | 7*   | 7*   | 7*  | 8   | 7  | 7  | 7  |
| Atalanta    | 7  | 9  | 10 | 7  | 5  | 7  | 8  | 6  | 5  | 5  | 5  | 4  | 4  | 4  | 4  | 4  | 3  | 4  | 4   | 4*   | 4*   | 4*   | 4*  | 5*  | 5*   | 5*   | 5*   | 5*   | 6*   | 5*   | 7*   | 8*   | 8*   | 8*  | 7   | 8  | 8  | 8  |
| Hellas      | 13 | 17 | 19 | 14 | 15 | 14 | 12 | 13 | 11 | 10 | 8  | 10 | 9  | 10 | 10 | 10 | 11 | 13 | 12  | 10   | 12   | 10   | 9   | 9   | 9    | 9    | 9    | 9    | 9    | 10   | 9    | 10   | 9    | 9   | 9   | 9  | 9  | 9  |
| Torino      | 15 | 16 | 11 | 10 | 9  | 9  | 11 | 12 | 12 | 13 | 12 | 12 | 11 | 13 | 13 | 13 | 13 | 10 | 11  | 12*  | 9*   | 9*   | 10* | 10* | 10*  | 10*  | 11*  | 11*  | 11*  | 11*  | 11*  | 11*  | 11*  | 11* | 10  | 10 | 10 | 10 |
| Sassuolo    | 6  | 8  | 9  | 12 | 14 | 12 | 14 | 14 | 13 | 9  | 13 | 13 | 13 | 12 | 12 | 12 | 12 | 11 | 13  | 13   | 10   | 12   | 11  | 12  | 12   | 11   | 10   | 10   | 10   | 9    | 10   | 9    | 10   | 10  | 11  | 11 | 11 | 11 |
| Udinese     | 12 | 6  | 5  | 8  | 10 | 13 | 13 | 10 | 14 | 14 | 14 | 14 | 15 | 14 | 14 | 14 | 15 | 14 | 14* | 14** | 14** | 15** | 15* | 14* | 15** | 16** | 14** | 14** | 14** | 14** | 13** | 13** | 12** | 12* | 12  | 12 | 12 | 12 |
| Bologna     | 5  | 7  | 6  | 9  | 8  | 11 | 9  | 8  | 9  | 12 | 10 | 9  | 10 | 9  | 8  | 9  | 10 | 12 | 10  | 11*  | 13*  | 13*  | 13* | 13* | 13*  | 12*  | 12*  | 12*  | 12*  | 12*  | 12*  | 12*  | 13*  | 13* | 13  | 13 | 13 | 13 |
| Empoli      | 17 | 11 | 12 | 16 | 11 | 8  | 10 | 11 | 10 | 11 | 11 | 11 | 12 | 11 | 11 | 11 | 8  | 9  | 9   | 9    | 11   | 11   | 12  | 11  | 11   | 13   | 13   | 13   | 13   | 13   | 14   | 14   | 14   | 14  | 14  | 14 | 14 | 14 |
| Sampdoria   | 16 | 13 | 15 | 11 | 13 | 15 | 15 | 17 | 15 | 15 | 15 | 18 | 16 | 15 | 15 | 15 | 14 | 15 | 15  | 15   | 15   | 16   | 16  | 16  | 16   | 14   | 15   | 15   | 16   | 15   | 16   | 16   | 16   | 16  | 15  | 15 | 15 | 15 |
| Spezia      | 11 | 15 | 18 | 13 | 17 | 17 | 19 | 16 | 17 | 17 | 18 | 16 | 17 | 17 | 17 | 17 | 17 | 17 | 17  | 17   | 16   | 14   | 14  | 15  | 14   | 15   | 16   | 16   | 15   | 16   | 15   | 15   | 15   | 15  | 16  | 16 | 16 | 16 |
| Salernitana | 14 | 18 | 20 | 20 | 20 | 20 | 18 | 20 | 20 | 19 | 19 | 19 | 20 | 20 | 20 | 20 | 20 | 20 | 20* | 20** | 20** | 20** | 20* | 20* | 20** | 20** | 20** | 20** | 20** | 20** | 20** | 20** | 20** | 19* | 17  | 17 | 17 | 17 |
| Cagliari    | 9  | 14 | 17 | 19 | 19 | 19 | 20 | 19 | 19 | 20 | 20 | 20 | 19 | 19 | 19 | 18 | 19 | 19 | 19  | 18   | 18   | 18   | 18  | 17  | 17   | 17   | 17   | 17   | 17   | 17   | 17   | 17   | 17   | 17  | 18  | 18 | 18 | 18 |
| Genoa       | 20 | 19 | 13 | 15 | 16 | 16 | 16 | 18 | 18 | 18 | 17 | 17 | 18 | 18 | 18 | 19 | 18 | 18 | 18  | 19   | 19   | 19   | 19  | 19  | 19   | 19   | 19   | 19   | 19   | 18   | 18   | 18   | 18   | 18  | 19  | 19 | 19 | 19 |
| Venezia     | 19 | 20 | 14 | 17 | 18 | 18 | 17 | 15 | 16 | 16 | 16 | 15 | 14 | 16 | 16 | 16 | 16 | 16 | 16  | 16*  | 17*  | 17*  | 17* | 18* | 18*  | 18*  | 18*  | 18*  | 18*  | 19*  | 19*  | 19*  | 19*  | 20* | 20* | 20 | 20 | 20 |

Notas:
* Indica la posición del equipo con un partido pendiente.

## Resultados
Los horarios corresponden al huso horario de Italia (Hora central europea): UTC+1 en horario estándar y UTC+2 en horario de verano

### Primera vuelta
| Hellas Verona  | 2 - 3 | Sassuolo    | Marc'Antonio Bentegodi      | 21 de agosto | 18:30 |
| Inter de Milán | 4 - 0 | Genoa       | Giuseppe Meazza             | 21 de agosto | 18:30 |
| Empoli         | 1 - 3 | Lazio       | Carlo Castellani            | 21 de agosto | 20:45 |
| Torino         | 1 - 2 | Atalanta    | Olímpico Grande Torino      | 21 de agosto | 20:45 |
| Bologna        | 3 - 2 | Salernitana | Renato Dall'Ara             | 22 de agosto | 18:30 |
| Udinese        | 2 - 2 | Juventus    | Friuli-Dacia Arena          | 22 de agosto | 18:30 |
| Napoli         | 2 - 0 | Venezia     | Diego Armando Maradona      | 22 de agosto | 20:45 |
| Roma           | 3 - 1 | Fiorentina  | Olímpico de Roma            | 22 de agosto | 20:45 |
| Cagliari       | 2 - 2 | Spezia      | Unipol Domus-Sardegna Arena | 23 de agosto | 18:30 |
| Sampdoria      | 0 - 1 | Milan       | Luigi Ferraris              | 23 de agosto | 20:45 |

| Udinese       | 3 - 0                                                       | Venezia        | Friuli-Dacia Arena          | 27 de agosto | 18:30 |
| Hellas Verona | 1 - 3                                                       | Inter de Milán | Marc'Antonio Bentegodi      | 27 de agosto | 20:45 |
| Atalanta      | 0 - 0 Archivado el 21 de julio de 2021 en Wayback Machine.  | Bologna        | Gewiss Stadium              | 28 de agosto | 18:30 |
| Lazio         | 6 - 1                                                       | Spezia         | Olímpico de Roma            | 28 de agosto | 18:30 |
| Fiorentina    | 2 - 1                                                       | Torino         | Artemio Franchi             | 28 de agosto | 20:45 |
| Juventus      | 0 - 1                                                       | Empoli         | Allianz                     | 28 de agosto | 20:45 |
| Genoa         | 1 - 2                                                       | Napoli         | Luigi Ferraris              | 29 de agosto | 18:30 |
| Sassuolo      | 0 - 0 Archivado el 26 de agosto de 2021 en Wayback Machine. | Sampdoria      | Mapei - Città del Tricolore | 29 de agosto | 18:30 |
| Milan         | 4 - 1                                                       | Cagliari       | San Siro                    | 29 de agosto | 20:45 |
| Salernitana   | 0 - 4                                                       | Roma           | Arechi                      | 29 de agosto | 20:45 |

| Empoli    | 1 - 2 Archivado el 11 de septiembre de 2021 en Wayback Machine. | Venezia        | Carlo Castellani            | 11 de septiembre | 15:00 |
| Napoli    | 2 - 1                                                           | Juventus       | Diego Armando Maradona      | 11 de septiembre | 18:00 |
| Atalanta  | 1 - 2                                                           | Fiorentina     | Gewiss Stadium              | 11 de septiembre | 20:45 |
| Sampdoria | 2 - 2                                                           | Inter de Milán | Luigi Ferraris              | 12 de septiembre | 12:30 |
| Cagliari  | 2 - 3                                                           | Genoa          | Unipol Domus-Sardegna Arena | 12 de septiembre | 15:00 |
| Spezia    | 0 - 1 Archivado el 12 de septiembre de 2021 en Wayback Machine. | Udinese        | Alberto Picco               | 12 de septiembre | 15:00 |
| Torino    | 4 - 0                                                           | Salernitana    | Olímpico Grande Torino      | 12 de septiembre | 15:00 |
| Milan     | 2 - 0                                                           | Lazio          | San Siro                    | 12 de septiembre | 18:00 |
| Roma      | 2 - 1 Archivado el 12 de septiembre de 2021 en Wayback Machine. | Sassuolo       | Olímpico de Roma            | 12 de septiembre | 20:45 |
| Bologna   | 1 - 0                                                           | Hellas Verona  | Renato Dall'Ara             | 13 de septiembre | 20:45 |

| Sassuolo       | 0 - 1 Archivado el 18 de agosto de 2021 en Wayback Machine.     | Torino     | Mapei - Città del Tricolore | 17 de septiembre | 20:45 |
| Genoa          | 1 - 2                                                           | Fiorentina | Luigi Ferraris              | 18 de septiembre | 15:00 |
| Inter de Milán | 6 - 1                                                           | Bologna    | Giuseppe Meazza             | 18 de septiembre | 18:00 |
| Salernitana    | 0 - 1 Archivado el 26 de agosto de 2021 en Wayback Machine.     | Atalanta   | Arechi                      | 18 de septiembre | 20:45 |
| Empoli         | 0 - 3 Archivado el 18 de septiembre de 2021 en Wayback Machine. | Sampdoria  | Carlo Castellani            | 19 de septiembre | 12:30 |
| Venezia        | 1 - 2 Archivado el 18 de septiembre de 2021 en Wayback Machine. | Spezia     | Pier Luigi Penzo            | 19 de septiembre | 15:00 |
| Hellas Verona  | 3 - 2                                                           | Roma       | Marc'Antonio Bentegodi      | 19 de septiembre | 18:00 |
| Lazio          | 2 - 2 Archivado el 22 de octubre de 2021 en Wayback Machine.    | Cagliari   | Olímpico de Roma            | 19 de septiembre | 18:00 |
| Juventus       | 1 - 1                                                           | Milan      | Allianz                     | 19 de septiembre | 20:45 |
| Udinese        | 0 - 4                                                           | Napoli     | Friuli-Dacia Arena          | 20 de septiembre | 20:45 |

| Bologna     | 2 - 2                                                                                                   | Genoa          | Renato Dall'Ara             | 21 de septiembre | 18:30 |
| Atalanta    | 2 - 1 (enlace roto disponible en Internet Archive; véase el historial, la primera versión y la última). | Sassuolo       | Gewiss Stadium              | 21 de septiembre | 20:45 |
| Fiorentina  | 1 - 3                                                                                                   | Inter de Milán | Artemio Franchi             | 21 de septiembre | 20:45 |
| Salernitana | 2 - 2 Archivado el 26 de agosto de 2021 en Wayback Machine.                                             | Hellas Verona  | Arechi                      | 22 de septiembre | 18:30 |
| Spezia      | 2 - 3                                                                                                   | Juventus       | Alberto Picco               | 22 de septiembre | 18:30 |
| Cagliari    | 0 - 2 Archivado el 19 de julio de 2021 en Wayback Machine.                                              | Empoli         | Unipol Domus-Sardegna Arena | 22 de septiembre | 20:45 |
| Milan       | 2 - 0                                                                                                   | Venezia        | San Siro                    | 22 de septiembre | 20:45 |
| Sampdoria   | 0 - 4 Archivado el 18 de septiembre de 2021 en Wayback Machine.                                         | Napoli         | Luigi Ferraris              | 23 de septiembre | 18:30 |
| Torino      | 1 - 1 Archivado el 8 de octubre de 2021 en Wayback Machine.                                             | Lazio          | Olímpico Grande Torino      | 23 de septiembre | 18:30 |
| Roma        | 1 - 0                                                                                                   | Udinese        | Olímpico de Roma            | 23 de septiembre | 20:45 |

| Spezia         | 1 - 2                                                           | Milan         | Alberto Picco               | 25 de septiembre | 15:00 |
| Inter de Milán | 2 - 2                                                           | Atalanta      | Giuseppe Meazza             | 25 de septiembre | 18:00 |
| Genoa          | 3 - 3                                                           | Hellas Verona | Luigi Ferraris              | 25 de septiembre | 20:45 |
| Juventus       | 3 - 2                                                           | Sampdoria     | Allianz                     | 26 de septiembre | 12:30 |
| Empoli         | 4 - 2 Archivado el 18 de octubre de 2021 en Wayback Machine.    | Bologna       | Carlo Castellani            | 26 de septiembre | 15:00 |
| Sassuolo       | 1 - 0 Archivado el 26 de agosto de 2021 en Wayback Machine.     | Salernitana   | Mapei - Città del Tricolore | 26 de septiembre | 15:00 |
| Udinese        | 0 - 1 Archivado el 18 de septiembre de 2021 en Wayback Machine. | Fiorentina    | Friuli-Dacia Arena          | 26 de septiembre | 15:00 |
| Lazio          | 3 - 2                                                           | Roma          | Olímpico de Roma            | 26 de septiembre | 18:00 |
| Napoli         | 2 - 0 Archivado el 18 de octubre de 2021 en Wayback Machine.    | Cagliari      | Diego Armando Maradona      | 26 de septiembre | 20:45 |
| Venezia        | 1 - 1 Archivado el 18 de octubre de 2021 en Wayback Machine.    | Torino        | Pier Luigi Penzo            | 27 de septiembre | 20:45 |

| Cagliari      | 1 - 1                                                           | Venezia        | Unipol Domus-Sardegna Arena | 1 de octubre | 20:45 |
| Salernitana   | 1 - 0 Archivado el 26 de agosto de 2021 en Wayback Machine.     | Genoa          | Arechi                      | 2 de octubre | 15:00 |
| Torino        | 0 - 1                                                           | Juventus       | Olímpico Grande Torino      | 2 de octubre | 18:00 |
| Sassuolo      | 1 - 2 Archivado el 18 de septiembre de 2021 en Wayback Machine. | Inter de Milán | Mapei - Città del Tricolore | 2 de octubre | 20:45 |
| Bologna       | 3 - 0 Archivado el 21 de julio de 2021 en Wayback Machine.      | Lazio          | Renato Dall'Ara             | 3 de octubre | 12:30 |
| Hellas Verona | 4 - 0 Archivado el 18 de septiembre de 2021 en Wayback Machine. | Spezia         | Marc'Antonio Bentegodi      | 3 de octubre | 15:00 |
| Sampdoria     | 3 - 3 Archivado el 18 de septiembre de 2021 en Wayback Machine. | Udinese        | Luigi Ferraris              | 3 de octubre | 15:00 |
| Fiorentina    | 1 - 2                                                           | Napoli         | Artemio Franchi             | 3 de octubre | 18:00 |
| Roma          | 2 - 0                                                           | Empoli         | Olímpico de Roma            | 3 de octubre | 18:00 |
| Atalanta      | 2 - 3                                                           | Milan          | Gewiss Stadium              | 3 de octubre | 20:45 |

| Spezia   | 2 - 1 Archivado el 26 de agosto de 2021 en Wayback Machine.                                             | Salernitana    | Alberto Picco               | 16 de octubre | 15:00 |
| Lazio    | 3 - 1                                                                                                   | Inter de Milán | Olímpico de Roma            | 16 de octubre | 18:00 |
| Milan    | 3 - 2                                                                                                   | Hellas Verona  | San Siro                    | 16 de octubre | 20:45 |
| Cagliari | 3 - 1 Archivado el 17 de octubre de 2021 en Wayback Machine.                                            | Sampdoria      | Unipol Domus-Sardegna Arena | 17 de octubre | 12:30 |
| Empoli   | 1 - 4 Archivado el 18 de septiembre de 2021 en Wayback Machine.                                         | Atalanta       | Carlo Castellani            | 17 de octubre | 15:00 |
| Genoa    | 2 - 2 Archivado el 18 de septiembre de 2021 en Wayback Machine.                                         | Sassuolo       | Luigi Ferraris              | 17 de octubre | 15:00 |
| Udinese  | 1 - 1 Archivado el 17 de octubre de 2021 en Wayback Machine.                                            | Bologna        | Friuli-Dacia Arena          | 17 de octubre | 15:00 |
| Napoli   | 1 - 0                                                                                                   | Torino         | Diego Armando Maradona      | 17 de octubre | 18:00 |
| Juventus | 1 - 0                                                                                                   | Roma           | Allianz                     | 17 de octubre | 20:45 |
| Venezia  | 1 - 0 (enlace roto disponible en Internet Archive; véase el historial, la primera versión y la última). | Fiorentina     | Pier Luigi Penzo            | 18 de octubre | 20:45 |

| Torino         | 3 - 2 Archivado el 22 de octubre de 2021 en Wayback Machine. | Genoa    | Olímpico Grande Torino      | 22 de octubre | 18:30 |
| Sampdoria      | 2 - 1                                                        | Spezia   | Luigi Ferraris              | 22 de octubre | 20:45 |
| Salernitana    | 2 - 4 Archivado el 26 de agosto de 2021 en Wayback Machine.  | Empoli   | Arechi                      | 23 de octubre | 15:00 |
| Sassuolo       | 3 - 1 Archivado el 23 de octubre de 2021 en Wayback Machine. | Venezia  | Mapei - Città del Tricolore | 23 de octubre | 18:00 |
| Bologna        | 2 - 4                                                        | Milan    | Renato Dall'Ara             | 23 de octubre | 20:45 |
| Atalanta       | 1 - 1 Archivado el 24 de octubre de 2021 en Wayback Machine. | Udinese  | Gewiss Stadium              | 24 de octubre | 12:30 |
| Fiorentina     | 3 - 0 Archivado el 24 de octubre de 2021 en Wayback Machine. | Cagliari | Artemio Franchi             | 24 de octubre | 15:00 |
| Hellas Verona  | 4 - 1 Archivado el 24 de octubre de 2021 en Wayback Machine. | Lazio    | Marc'Antonio Bentegodi      | 24 de octubre | 15:00 |
| Roma           | 0 - 0                                                        | Napoli   | Olímpico de Roma            | 24 de octubre | 18:00 |
| Inter de Milán | 1 - 1                                                        | Juventus | Giuseppe Meazza             | 24 de octubre | 20:45 |

| Spezia    | 1 - 1 Archivado el 26 de octubre de 2021 en Wayback Machine.                                            | Genoa          | Alberto Picco               | 26 de octubre | 18:30 |
| Venezia   | 1 - 2 Archivado el 26 de agosto de 2021 en Wayback Machine.                                             | Salernitana    | Pier Luigi Penzo            | 26 de octubre | 18:30 |
| Milan     | 1 - 0                                                                                                   | Torino         | San Siro                    | 26 de octubre | 20:45 |
| Juventus  | 1 - 2                                                                                                   | Sassuolo       | Allianz                     | 27 de octubre | 18:30 |
| Sampdoria | 1 - 3                                                                                                   | Atalanta       | Luigi Ferraris              | 27 de octubre | 18:30 |
| Udinese   | 1 - 1 Archivado el 27 de octubre de 2021 en Wayback Machine.                                            | Hellas Verona  | Friuli-Dacia Arena          | 27 de octubre | 18:30 |
| Cagliari  | 1 - 2 Archivado el 19 de julio de 2021 en Wayback Machine.                                              | Roma           | Unipol Domus-Sardegna Arena | 27 de octubre | 20:45 |
| Empoli    | 0 - 2 Archivado el 27 de octubre de 2021 en Wayback Machine.                                            | Inter de Milán | Carlo Castellani            | 27 de octubre | 20:45 |
| Lazio     | 1 - 0 (enlace roto disponible en Internet Archive; véase el historial, la primera versión y la última). | Fiorentina     | Olímpico de Roma            | 27 de octubre | 20:45 |
| Napoli    | 3 - 0                                                                                                   | Bologna        | Diego Armando Maradona      | 28 de octubre | 20:45 |

| Atalanta       | 2 - 2 Archivado el 2 de octubre de 2021 en Wayback Machine.  | Lazio     | Gewiss Stadium              | 30 de octubre  | 15:00 |
| Hellas Verona  | 2 - 1                                                        | Juventus  | Marc'Antonio Bentegodi      | 30 de octubre  | 18:00 |
| Torino         | 3 - 0 Archivado el 30 de octubre de 2021 en Wayback Machine. | Sampdoria | Olímpico Grande Torino      | 30 de octubre  | 20:45 |
| Inter de Milán | 2 - 0 Archivado el 2 de octubre de 2021 en Wayback Machine.  | Udinese   | Giuseppe Meazza             | 31 de octubre  | 12:30 |
| Fiorentina     | 3 - 0                                                        | Spezia    | Artemio Franchi             | 31 de octubre  | 15:00 |
| Genoa          | 0 - 0 Archivado el 2 de octubre de 2021 en Wayback Machine.  | Venezia   | Luigi Ferraris              | 31 de octubre  | 15:00 |
| Sassuolo       | 1 - 2 Archivado el 2 de octubre de 2021 en Wayback Machine.  | Empoli    | Mapei - Città del Tricolore | 31 de octubre  | 15:00 |
| Salernitana    | 0 - 1                                                        | Napoli    | Arechi                      | 31 de octubre  | 18:00 |
| Roma           | 1 - 2                                                        | Milan     | Olímpico de Roma            | 31 de octubre  | 20:45 |
| Bologna        | 2 - 0 Archivado el 19 de julio de 2021 en Wayback Machine.   | Cagliari  | Renato Dall'Ara             | 1 de noviembre | 20:45 |

| Empoli    | 2 - 2 (enlace roto disponible en Internet Archive; véase el historial, la primera versión y la última). | Genoa          | Carlo Castellani            | 5 de noviembre | 20:45 |
| Spezia    | 1 - 0 Archivado el 6 de noviembre de 2021 en Wayback Machine.                                           | Torino         | Alberto Picco               | 6 de noviembre | 15:00 |
| Juventus  | 1 - 0                                                                                                   | Fiorentina     | Allianz                     | 6 de noviembre | 18:00 |
| Cagliari  | 1 - 2 Archivado el 6 de noviembre de 2021 en Wayback Machine.                                           | Atalanta       | Unipol Domus-Sardegna Arena | 6 de noviembre | 20:45 |
| Venezia   | 3 - 2 Archivado el 2 de octubre de 2021 en Wayback Machine.                                             | Roma           | Pier Luigi Penzo            | 7 de noviembre | 12:30 |
| Sampdoria | 1 - 2 Archivado el 7 de noviembre de 2021 en Wayback Machine.                                           | Bologna        | Luigi Ferraris              | 7 de noviembre | 15:00 |
| Udinese   | 3 - 2                                                                                                   | Sassuolo       | Friuli-Dacia Arena          | 7 de noviembre | 15:00 |
| Lazio     | 3 - 0 Archivado el 7 de noviembre de 2021 en Wayback Machine.                                           | Salernitana    | Olímpico de Roma            | 7 de noviembre | 18:00 |
| Napoli    | 1 - 1 Archivado el 2 de octubre de 2021 en Wayback Machine.                                             | Hellas Verona  | Diego Armando Maradona      | 7 de noviembre | 18:00 |
| Milan     | 1 - 1                                                                                                   | Inter de Milán | San Siro                    | 7 de noviembre | 20:45 |

| Atalanta       | 5 - 2                                                        | Spezia    | Gewiss Stadium              | 20 de noviembre | 15:00 |
| Lazio          | 0 - 2                                                        | Juventus  | Olímpico de Roma            | 20 de noviembre | 18:00 |
| Fiorentina     | 4 - 3                                                        | Milan     | Artemio Franchi             | 20 de noviembre | 20:45 |
| Sassuolo       | 2 - 2 Archivado el 23 de octubre de 2021 en Wayback Machine. | Cagliari  | Mapei - Città del Tricolore | 21 de noviembre | 12:30 |
| Bologna        | 0 - 1 Archivado el 23 de octubre de 2021 en Wayback Machine. | Venezia   | Renato Dall'Ara             | 21 de noviembre | 15:00 |
| Salernitana    | 0 - 2 Archivado el 23 de octubre de 2021 en Wayback Machine. | Sampdoria | Arechi                      | 21 de noviembre | 15:00 |
| Inter de Milán | 3 - 2                                                        | Napoli    | Giuseppe Meazza             | 21 de noviembre | 18:00 |
| Genoa          | 0 - 2                                                        | Roma      | Luigi Ferraris              | 21 de noviembre | 20:45 |
| Hellas Verona  | 2 - 1 Archivado el 23 de octubre de 2021 en Wayback Machine. | Empoli    | Marc'Antonio Bentegodi      | 22 de noviembre | 18:30 |
| Torino         | 2 - 1 Archivado el 23 de octubre de 2021 en Wayback Machine. | Udinese   | Olímpico Grande Torino      | 22 de noviembre | 20:45 |

| Cagliari  | 1 - 1 Archivado el 23 de octubre de 2021 en Wayback Machine. | Salernitana    | Unipol Domus-Sardegna Arena | 26 de noviembre | 20:45 |
| Empoli    | 2 - 1 Archivado el 23 de octubre de 2021 en Wayback Machine. | Fiorentina     | Carlo Castellani            | 27 de noviembre | 15:00 |
| Sampdoria | 3 - 1 Archivado el 23 de octubre de 2021 en Wayback Machine. | Hellas Verona  | Luigi Ferraris              | 27 de noviembre | 15:00 |
| Juventus  | 0 - 1                                                        | Atalanta       | Allianz                     | 27 de noviembre | 18:00 |
| Venezia   | 0 - 2 Archivado el 23 de octubre de 2021 en Wayback Machine. | Inter de Milán | Pier Luigi Penzo            | 27 de noviembre | 20:45 |
| Udinese   | 0 - 0 Archivado el 23 de octubre de 2021 en Wayback Machine. | Genoa          | Friuli-Dacia Arena          | 28 de noviembre | 12:30 |
| Milan     | 1 - 3                                                        | Sassuolo       | San Siro                    | 28 de noviembre | 15:00 |
| Spezia    | 0 - 1 Archivado el 23 de octubre de 2021 en Wayback Machine. | Bologna        | Alberto Picco               | 28 de noviembre | 15:00 |
| Roma      | 1 - 0                                                        | Torino         | Olímpico de Roma            | 28 de noviembre | 18:00 |
| Napoli    | 4 - 0                                                        | Lazio          | Diego Armando Maradona      | 28 de noviembre | 20:45 |

| Atalanta       | 4 - 0                                                        | Venezia   | Gewiss Stadium              | 30 de noviembre | 18:30 |
| Fiorentina     | 3 - 1 Archivado el 23 de octubre de 2021 en Wayback Machine. | Sampdoria | Artemio Franchi             | 30 de noviembre | 18:30 |
| Hellas Verona  | 0 - 0 Archivado el 23 de octubre de 2021 en Wayback Machine. | Cagliari  | Marc'Antonio Bentegodi      | 30 de noviembre | 20:45 |
| Salernitana    | 0 - 2                                                        | Juventus  | Arechi                      | 30 de noviembre | 20:45 |
| Bologna        | 1 - 0                                                        | Roma      | Renato Dall'Ara             | 1 de diciembre  | 18:30 |
| Inter de Milán | 2 - 0                                                        | Spezia    | Giuseppe Meazza             | 1 de diciembre  | 18:30 |
| Genoa          | 0 - 3                                                        | Milan     | Luigi Ferraris              | 1 de diciembre  | 20:45 |
| Sassuolo       | 2 - 2 Archivado el 23 de octubre de 2021 en Wayback Machine. | Napoli    | Mapei - Città del Tricolore | 1 de diciembre  | 20:45 |
| Torino         | 2 - 2 Archivado el 23 de octubre de 2021 en Wayback Machine. | Empoli    | Olímpico Grande Torino      | 2 de diciembre  | 18:30 |
| Lazio          | 4 - 4                                                        | Udinese   | Olímpico de Roma            | 2 de diciembre  | 20:45 |

| Milan     | 2 - 0                                                        | Salernitana    | San Siro                    | 4 de diciembre | 15:00 |
| Roma      | 0 - 3                                                        | Inter de Milán | Olímpico de Roma            | 4 de diciembre | 18:00 |
| Napoli    | 2 - 3 Archivado el 23 de octubre de 2021 en Wayback Machine. | Atalanta       | Diego Armando Maradona      | 4 de diciembre | 20:45 |
| Bologna   | 2 - 3                                                        | Fiorentina     | Renato Dall'Ara             | 5 de diciembre | 12:30 |
| Spezia    | 2 - 2 Archivado el 23 de octubre de 2021 en Wayback Machine. | Sassuolo       | Alberto Picco               | 5 de diciembre | 15:00 |
| Venezia   | 3 - 4                                                        | Hellas Verona  | Pier Luigi Penzo            | 5 de diciembre | 15:00 |
| Sampdoria | 1 - 3                                                        | Lazio          | Luigi Ferraris              | 5 de diciembre | 18:00 |
| Juventus  | 2 - 0                                                        | Genoa          | Allianz                     | 5 de diciembre | 20:45 |
| Empoli    | 3 - 1                                                        | Udinese        | Carlo Castellani            | 6 de diciembre | 18:30 |
| Cagliari  | 1 - 1                                                        | Torino         | Unipol Domus-Sardegna Arena | 6 de diciembre | 20:45 |

| Genoa          | 1 - 3 | Sampdoria   | Luigi Ferraris              | 10 de diciembre | 20:45 |
| Fiorentina     | 4 - 0 | Salernitana | Artemio Franchi             | 11 de diciembre | 15:00 |
| Venezia        | 1 - 1 | Juventus    | Pier Luigi Penzo            | 11 de diciembre | 18:00 |
| Udinese        | 1 - 1 | Milan       | Friuli-Dacia Arena          | 11 de diciembre | 20:45 |
| Torino         | 2 - 1 | Bologna     | Olímpico Grande Torino      | 12 de diciembre | 12:30 |
| Hellas Verona  | 1 - 2 | Atalanta    | Marc'Antonio Bentegodi      | 12 de diciembre | 15:00 |
| Napoli         | 0 - 1 | Empoli      | Diego Armando Maradona      | 12 de diciembre | 18:00 |
| Sassuolo       | 2 - 1 | Lazio       | Mapei - Città del Tricolore | 12 de diciembre | 18:00 |
| Inter de Milán | 4 - 0 | Cagliari    | Giuseppe Meazza             | 12 de diciembre | 20:45 |
| Roma           | 2 - 0 | Spezia      | Olímpico de Roma            | 13 de diciembre | 20:45 |

| Lazio       | 3 - 1 Archivado el 23 de octubre de 2021 en Wayback Machine. | Genoa          | Olímpico de Roma            | 17 de diciembre | 18:30 |
| Salernitana | 0 - 5                                                        | Inter de Milán | Arechi                      | 17 de diciembre | 20:45 |
| Atalanta    | 1 - 4                                                        | Roma           | Gewiss Stadium              | 18 de diciembre | 15:00 |
| Bologna     | 0 - 2                                                        | Juventus       | Renato Dall'Ara             | 18 de diciembre | 18:00 |
| Cagliari    | 0 - 4                                                        | Udinese        | Unipol Domus-Sardegna Arena | 18 de diciembre | 20:45 |
| Fiorentina  | 2 - 2                                                        | Sassuolo       | Artemio Franchi             | 19 de diciembre | 12:30 |
| Spezia      | 1 - 1 Archivado el 23 de octubre de 2021 en Wayback Machine. | Empoli         | Alberto Picco               | 19 de diciembre | 15:00 |
| Sampdoria   | 1 - 1                                                        | Venezia        | Luigi Ferraris              | 19 de diciembre | 18:00 |
| Torino      | 1 - 0                                                        | Hellas Verona  | Olímpico Grande Torino      | 19 de diciembre | 18:00 |
| Milan       | 0 - 1                                                        | Napoli         | San Siro                    | 19 de diciembre | 20:45 |

| Genoa          | 0 - 0 | Atalanta    | Luigi Ferraris              | 21 de diciembre | 20:45 |
| Juventus       | 2 - 0 | Cagliari    | Allianz                     | 21 de diciembre | 20:45 |
| Sassuolo       | 0 - 3 | Bologna     | Mapei - Città del Tricolore | 22 de diciembre | 16:30 |
| Venezia        | 1 - 3 | Lazio       | Pier Luigi Penzo            | 22 de diciembre | 16:30 |
| Hellas Verona  | 1 - 1 | Fiorentina  | Marc'Antonio Bentegodi      | 22 de diciembre | 18:30 |
| Inter de Milán | 1 - 0 | Torino      | Giuseppe Meazza             | 22 de diciembre | 18:30 |
| Roma           | 1 - 1 | Sampdoria   | Olímpico de Roma            | 22 de diciembre | 18:30 |
| Empoli         | 2 - 4 | Milan       | Carlo Castellani            | 22 de diciembre | 20:45 |
| Napoli         | 0 - 1 | Spezia      | Diego Armando Maradona      | 22 de diciembre | 20:45 |
| Udinese        | 0 - 1 | Salernitana | Friuli-Dacia Arena          | 20 de abril     | 18:45 |

### Segunda vuelta
| Sampdoria   | 1 - 2 Archivado el 3 de enero de 2022 en Wayback Machine. | Cagliari       | Luigi Ferraris              | 6 de enero  | 12:30 |
| Lazio       | 3 - 3                                                     | Empoli         | Olímpico de Roma            | 6 de enero  | 14:30 |
| Spezia      | 1 - 2                                                     | Hellas Verona  | Alberto Picco               | 6 de enero  | 14:30 |
| Sassuolo    | 1 - 1                                                     | Genoa          | Mapei - Città del Tricolore | 6 de enero  | 16:30 |
| Milan       | 3 - 1 Archivado el 3 de enero de 2022 en Wayback Machine. | Roma           | San Siro                    | 6 de enero  | 18:30 |
| Juventus    | 1 - 1 Archivado el 6 de enero de 2022 en Wayback Machine. | Napoli         | Allianz                     | 6 de enero  | 20:45 |
| Fiorentina  | 0 - 4                                                     | Udinese        | Artemio Franchi             | 27 de abril | 18:00 |
| Atalanta    | 4 - 4                                                     | Torino         | Gewiss Stadium              | 27 de abril | 20:15 |
| Bologna     | 2 - 1                                                     | Inter de Milán | Renato Dall'Ara             | 27 de abril | 20:15 |
| Salernitana | 2 - 1                                                     | Venezia        | Arechi                      | 5 de mayo   | 18:00 |

| Venezia        | 0 - 3 Archivado el 3 de enero de 2022 en Wayback Machine.     | Milan       | Pier Luigi Penzo            | 9 de enero  | 12:30 |
| Empoli         | 1 - 5 Archivado el 3 de enero de 2022 en Wayback Machine.     | Sassuolo    | Carlo Castellani            | 9 de enero  | 14:30 |
| Napoli         | 1 - 0 Archivado el 3 de enero de 2022 en Wayback Machine.     | Sampdoria   | Diego Armando Maradona      | 9 de enero  | 16:30 |
| Udinese        | 2 - 6 Archivado el 3 de enero de 2022 en Wayback Machine.     | Atalanta    | Friuli-Dacia Arena          | 9 de enero  | 16:30 |
| Genoa          | 0 - 1                                                         | Spezia      | Luigi Ferraris              | 9 de enero  | 18:30 |
| Roma           | 3 - 4 Archivado el 3 de enero de 2022 en Wayback Machine.     | Juventus    | Olímpico de Roma            | 9 de enero  | 18:30 |
| Hellas Verona  | 1 - 2                                                         | Salernitana | Marc'Antonio Bentegodi      | 9 de enero  | 20:45 |
| Inter de Milán | 2 - 1 Archivado el 3 de enero de 2022 en Wayback Machine.     | Lazio       | Giuseppe Meazza             | 9 de enero  | 20:45 |
| Torino         | 4 - 0 Archivado el 6 de noviembre de 2021 en Wayback Machine. | Fiorentina  | Olímpico Grande Torino      | 10 de enero | 17:00 |
| Cagliari       | 2 - 1 Archivado el 3 de enero de 2022 en Wayback Machine.     | Bologna     | Unipol Domus-Sardegna Arena | 11 de enero | 20:45 |

| Sampdoria   | 1 - 2 Archivado el 6 de enero de 2022 en Wayback Machine.     | Torino         | Luigi Ferraris              | 15 de enero | 15:00 |
| Salernitana | 0 - 3 Archivado el 7 de enero de 2022 en Wayback Machine.     | Lazio          | Arechi                      | 15 de enero | 18:00 |
| Juventus    | 2 - 0 Archivado el 7 de enero de 2022 en Wayback Machine.     | Udinese        | Allianz                     | 15 de enero | 20:45 |
| Sassuolo    | 2 - 4 Archivado el 6 de enero de 2022 en Wayback Machine.     | Hellas Verona  | Mapei - Città del Tricolore | 16 de enero | 12:30 |
| Venezia     | 1 - 1 Archivado el 6 de enero de 2022 en Wayback Machine.     | Empoli         | Pier Luigi Penzo            | 16 de enero | 15:00 |
| Roma        | 1 - 0 Archivado el 6 de enero de 2022 en Wayback Machine.     | Cagliari       | Olímpico de Roma            | 16 de enero | 18:00 |
| Atalanta    | 0 - 0 Archivado el 7 de enero de 2022 en Wayback Machine.     | Inter de Milán | Gewiss Stadium              | 16 de enero | 20:45 |
| Bologna     | 0 - 2 Archivado el 7 de enero de 2022 en Wayback Machine.     | Napoli         | Renato Dall'Ara             | 17 de enero | 18:30 |
| Milan       | 1 - 2 Archivado el 7 de enero de 2022 en Wayback Machine.     | Spezia         | San Siro                    | 17 de enero | 18:30 |
| Fiorentina  | 6 - 0 Archivado el 6 de noviembre de 2021 en Wayback Machine. | Genoa          | Artemio Franchi             | 17 de enero | 20:45 |

| Hellas Verona  | 2 - 1 Archivado el 7 de enero de 2022 en Wayback Machine.     | Bologna     | Marc'Antonio Bentegodi      | 21 de enero | 20:45 |
| Genoa          | 0 - 0                                                         | Udinese     | Luigi Ferraris              | 22 de enero | 15:00 |
| Inter de Milán | 2 - 1 Archivado el 7 de enero de 2022 en Wayback Machine.     | Venezia     | Giuseppe Meazza             | 22 de enero | 18:00 |
| Lazio          | 0 - 0 Archivado el 7 de enero de 2022 en Wayback Machine.     | Atalanta    | Olímpico de Roma            | 22 de enero | 20:45 |
| Cagliari       | 1 - 1 Archivado el 6 de noviembre de 2021 en Wayback Machine. | Fiorentina  | Unipol Domus-Sardegna Arena | 23 de enero | 12:30 |
| Napoli         | 4 - 1                                                         | Salernitana | Diego Armando Maradona      | 23 de enero | 15:00 |
| Spezia         | 1 - 0                                                         | Sampdoria   | Alberto Picco               | 23 de enero | 15:00 |
| Torino         | 1 - 1                                                         | Sassuolo    | Olímpico Grande Torino      | 23 de enero | 15:00 |
| Empoli         | 2 - 4 Archivado el 7 de enero de 2022 en Wayback Machine.     | Roma        | Carlo Castellani            | 23 de enero | 18:00 |
| Milan          | 0 - 0 Archivado el 7 de enero de 2022 en Wayback Machine.     | Juventus    | San Siro                    | 23 de enero | 20:45 |

| Roma           | 0 - 0 Archivado el 24 de enero de 2022 en Wayback Machine.  | Genoa         | Olímpico de Roma   | 5 de febrero | 15:00 |
| Inter de Milán | 1 - 2 Archivado el 24 de enero de 2022 en Wayback Machine.  | Milan         | Giuseppe Meazza    | 5 de febrero | 18:00 |
| Fiorentina     | 0 - 3 Archivado el 5 de febrero de 2022 en Wayback Machine. | Lazio         | Artemio Franchi    | 5 de febrero | 20:45 |
| Atalanta       | 1 - 2 Archivado el 24 de enero de 2022 en Wayback Machine.  | Cagliari      | Gewiss Stadium     | 6 de febrero | 12:30 |
| Bologna        | 0 - 0                                                       | Empoli        | Renato Dall'Ara    | 6 de febrero | 15:00 |
| Sampdoria      | 4 - 0                                                       | Sassuolo      | Luigi Ferraris     | 6 de febrero | 15:00 |
| Venezia        | 0 - 2                                                       | Napoli        | Pier Luigi Penzo   | 6 de febrero | 15:00 |
| Udinese        | 2 - 0                                                       | Torino        | Friuli-Dacia Arena | 6 de febrero | 18:00 |
| Juventus       | 2 - 0 Archivado el 24 de enero de 2022 en Wayback Machine.  | Hellas Verona | Allianz            | 6 de febrero | 20:45 |
| Salernitana    | 2 - 2                                                       | Spezia        | Arechi             | 7 de febrero | 20:45 |

| Lazio         | 3 - 0 Archivado el 24 de enero de 2022 en Wayback Machine. | Bologna        | Olímpico de Roma            | 12 de febrero | 15:00 |
| Napoli        | 1 - 1 Archivado el 24 de enero de 2022 en Wayback Machine. | Inter de Milán | Diego Armando Maradona      | 12 de febrero | 18:00 |
| Torino        | 1 - 2                                                      | Venezia        | Olímpico Grande Torino      | 12 de febrero | 20:45 |
| Milan         | 1 - 0 Archivado el 25 de enero de 2022 en Wayback Machine. | Sampdoria      | San Siro                    | 13 de febrero | 12:30 |
| Empoli        | 1 - 1                                                      | Cagliari       | Carlo Castellani            | 13 de febrero | 15:00 |
| Genoa         | 1 - 1                                                      | Salernitana    | Luigi Ferraris              | 13 de febrero | 15:00 |
| Hellas Verona | 4 - 0                                                      | Udinese        | Marc'Antonio Bentegodi      | 13 de febrero | 15:00 |
| Sassuolo      | 2 - 2 Archivado el 24 de enero de 2022 en Wayback Machine. | Roma           | Mapei - Città del Tricolore | 13 de febrero | 18:00 |
| Atalanta      | 1 - 1 Archivado el 24 de enero de 2022 en Wayback Machine. | Juventus       | Gewiss Stadium              | 13 de febrero | 20:45 |
| Spezia        | 1 - 2                                                      | Fiorentina     | Alberto Picco               | 14 de febrero | 20:45 |

| Juventus       | 1 - 1 Archivado el 15 de julio de 2021 en Wayback Machine.    | Torino        | Allianz                     | 18 de febrero | 20:45 |
| Sampdoria      | 2 - 0                                                         | Empoli        | Luigi Ferraris              | 19 de febrero | 15:00 |
| Roma           | 2 - 2 Archivado el 25 de enero de 2022 en Wayback Machine.    | Hellas Verona | Olímpico de Roma            | 19 de febrero | 18:00 |
| Salernitana    | 2 - 2 Archivado el 25 de enero de 2022 en Wayback Machine.    | Milan         | Arechi                      | 19 de febrero | 20:45 |
| Fiorentina     | 1 - 0 Archivado el 6 de noviembre de 2021 en Wayback Machine. | Atalanta      | Artemio Franchi             | 20 de febrero | 12:30 |
| Venezia        | 1 - 1                                                         | Genoa         | Pier Luigi Penzo            | 20 de febrero | 15:00 |
| Inter de Milán | 0 - 2 Archivado el 25 de enero de 2022 en Wayback Machine.    | Sassuolo      | Giuseppe Meazza             | 20 de febrero | 18:00 |
| Udinese        | 1 - 1                                                         | Lazio         | Friuli-Dacia Arena          | 20 de febrero | 20:45 |
| Cagliari       | 1 - 1 Archivado el 25 de enero de 2022 en Wayback Machine.    | Napoli        | Unipol Domus-Sardegna Arena | 21 de febrero | 19:00 |
| Bologna        | 2 - 1                                                         | Spezia        | Renato Dall'Ara             | 21 de febrero | 21:00 |

| Milan         | 1 - 1 Archivado el 15 de febrero de 2022 en Wayback Machine.  | Udinese        | San Siro                    | 25 de febrero | 18:45 |
| Genoa         | 0 - 0                                                         | Inter de Milán | Luigi Ferraris              | 25 de febrero | 21:00 |
| Salernitana   | 1 - 1 Archivado el 14 de febrero de 2022 en Wayback Machine.  | Bologna        | Arechi                      | 26 de febrero | 15:00 |
| Empoli        | 2 - 3 Archivado el 15 de febrero de 2022 en Wayback Machine.  | Juventus       | Carlo Castellani            | 26 de febrero | 18:00 |
| Sassuolo      | 2 - 1 Archivado el 6 de noviembre de 2021 en Wayback Machine. | Fiorentina     | Mapei - Città del Tricolore | 26 de febrero | 20:45 |
| Torino        | 1 - 2 Archivado el 30 de junio de 2022 en Wayback Machine.    | Cagliari       | Olímpico Grande Torino      | 27 de febrero | 12:30 |
| Hellas Verona | 3 - 1 Archivado el 30 de junio de 2022 en Wayback Machine.    | Venezia        | Marc'Antonio Bentegodi      | 27 de febrero | 15:00 |
| Spezia        | 0 - 1 Archivado el 15 de febrero de 2022 en Wayback Machine.  | Roma           | Alberto Picco               | 27 de febrero | 18:00 |
| Lazio         | 1 - 2 Archivado el 14 de febrero de 2022 en Wayback Machine.  | Napoli         | Olímpico de Roma            | 27 de febrero | 20:45 |
| Atalanta      | 4 - 0 Archivado el 14 de febrero de 2022 en Wayback Machine.  | Sampdoria      | Gewiss Stadium              | 28 de febrero | 20:45 |

| Inter de Milán | 5 - 0 Archivado el 12 de febrero de 2022 en Wayback Machine.   | Salernitana   | Giuseppe Meazza             | 4 de marzo | 20:45 |
| Udinese        | 2 - 1 Archivado el 14 de febrero de 2022 en Wayback Machine.   | Sampdoria     | Friuli-Dacia Arena          | 5 de marzo | 15:00 |
| Roma           | 1 - 0 Archivado el 23 de diciembre de 2021 en Wayback Machine. | Atalanta      | Olímpico de Roma            | 5 de marzo | 18:00 |
| Cagliari       | 0 - 3 Archivado el 14 de febrero de 2022 en Wayback Machine.   | Lazio         | Unipol Domus-Sardegna Arena | 5 de marzo | 20:45 |
| Genoa          | 0 - 0                                                          | Empoli        | Luigi Ferraris              | 6 de marzo | 12:30 |
| Bologna        | 0 - 0                                                          | Torino        | Renato Dall'Ara             | 6 de marzo | 15:00 |
| Fiorentina     | 1 - 1                                                          | Hellas Verona | Artemio Franchi             | 6 de marzo | 15:00 |
| Venezia        | 1 - 4                                                          | Sassuolo      | Pier Luigi Penzo            | 6 de marzo | 15:00 |
| Juventus       | 1 - 0 Archivado el 26 de octubre de 2021 en Wayback Machine.   | Spezia        | Allianz                     | 6 de marzo | 18:00 |
| Napoli         | 0 - 1 Archivado el 13 de agosto de 2022 en Wayback Machine.    | Milan         | Diego Armando Maradona      | 6 de marzo | 20:45 |

| Salernitana   | 2 - 2 Archivado el 12 de marzo de 2022 en Wayback Machine.    | Sassuolo       | Arechi                 | 12 de marzo | 15:00 |
| Spezia        | 2 - 0                                                         | Cagliari       | Alberto Picco          | 12 de marzo | 15:00 |
| Sampdoria     | 1 - 3 Archivado el 12 de marzo de 2022 en Wayback Machine.    | Juventus       | Luigi Ferraris         | 12 de marzo | 18:00 |
| Milan         | 1 - 0                                                         | Empoli         | San Siro               | 12 de marzo | 20:45 |
| Fiorentina    | 1 - 0 Archivado el 6 de noviembre de 2021 en Wayback Machine. | Bologna        | Artemio Franchi        | 13 de marzo | 12:30 |
| Hellas Verona | 1 - 2                                                         | Napoli         | Marc'Antonio Bentegodi | 13 de marzo | 15:00 |
| Atalanta      | 0 - 0                                                         | Genoa          | Gewiss Stadium         | 13 de marzo | 18:00 |
| Udinese       | 1 - 1 Archivado el 12 de marzo de 2022 en Wayback Machine.    | Roma           | Friuli-Dacia Arena     | 13 de marzo | 18:00 |
| Torino        | 1 - 1 Archivado el 12 de febrero de 2022 en Wayback Machine.  | Inter de Milán | Olímpico Grande Torino | 13 de marzo | 20:45 |
| Lazio         | 1 - 0                                                         | Venezia        | Olímpico de Roma       | 14 de marzo | 20:45 |

| Sassuolo       | 4 - 1                                                         | Spezia        | Mapei - Città del Tricolore | 18 de marzo | 18:00 |
| Genoa          | 1 - 0                                                         | Torino        | Luigi Ferraris              | 18 de marzo | 20:45 |
| Napoli         | 2 - 1 Archivado el 13 de agosto de 2022 en Wayback Machine.   | Udinese       | Diego Armando Maradona      | 19 de marzo | 15:00 |
| Inter de Milán | 1 - 1 Archivado el 6 de noviembre de 2021 en Wayback Machine. | Fiorentina    | Giuseppe Meazza             | 19 de marzo | 18:00 |
| Cagliari       | 0 - 1 Archivado el 15 de julio de 2021 en Wayback Machine.    | Milan         | Unipol Domus-Sardegna Arena | 19 de marzo | 20:45 |
| Venezia        | 0 - 2                                                         | Sampdoria     | Pier Luigi Penzo            | 20 de marzo | 12:30 |
| Empoli         | 1 - 1                                                         | Hellas Verona | Carlo Castellani            | 20 de marzo | 15:00 |
| Juventus       | 2 - 0 Archivado el 13 de marzo de 2022 en Wayback Machine.    | Salernitana   | Allianz                     | 20 de marzo | 15:00 |
| Roma           | 3 - 0 Archivado el 26 de junio de 2022 en Wayback Machine.    | Lazio         | Olímpico de Roma            | 20 de marzo | 18:00 |
| Bologna        | 0 - 1                                                         | Atalanta      | Renato Dall'Ara             | 20 de marzo | 20:45 |

| Spezia        | 1 - 0                                                        | Venezia        | Alberto Picco          | 2 de abril | 15:00 |
| Lazio         | 2 - 1 Archivado el 6 de julio de 2022 en Wayback Machine.    | Sassuolo       | Olímpico de Roma       | 2 de abril | 18:00 |
| Salernitana   | 0 - 1                                                        | Torino         | Arechi                 | 2 de abril | 20:45 |
| Fiorentina    | 1 - 0                                                        | Empoli         | Artemio Franchi        | 3 de abril | 12:30 |
| Atalanta      | 1 - 3 Archivado el 14 de febrero de 2022 en Wayback Machine. | Napoli         | Gewiss Stadium         | 3 de abril | 15:00 |
| Udinese       | 5 - 1                                                        | Cagliari       | Friuli-Dacia Arena     | 3 de abril | 15:00 |
| Sampdoria     | 0 - 1                                                        | Roma           | Luigi Ferraris         | 3 de abril | 18:00 |
| Juventus      | 0 - 1 Archivado el 3 de abril de 2022 en Wayback Machine.    | Inter de Milán | Allianz                | 3 de abril | 20:45 |
| Hellas Verona | 1 - 0 Archivado el 13 de febrero de 2022 en Wayback Machine. | Genoa          | Marc'Antonio Bentegodi | 4 de abril | 18:30 |
| Milan         | 0 - 0 Archivado el 15 de julio de 2021 en Wayback Machine.   | Bologna        | San Siro               | 4 de abril | 20:45 |

| Empoli         | 0 - 0                                                        | Spezia        | Carlo Castellani            | 9 de abril  | 15:00 |
| Inter de Milán | 2 - 0 Archivado el 12 de febrero de 2022 en Wayback Machine. | Hellas Verona | Giuseppe Meazza             | 9 de abril  | 18:00 |
| Cagliari       | 1 - 2 Archivado el 20 de abril de 2022 en Wayback Machine.   | Juventus      | Unipol Domus-Sardegna Arena | 9 de abril  | 20:45 |
| Genoa          | 1 - 4 Archivado el 26 de junio de 2022 en Wayback Machine.   | Lazio         | Luigi Ferraris              | 10 de abril | 12:30 |
| Napoli         | 2 - 3                                                        | Fiorentina    | Diego Armando Maradona      | 10 de abril | 15:00 |
| Sassuolo       | 2 - 1                                                        | Atalanta      | Mapei - Città del Tricolore | 10 de abril | 15:00 |
| Venezia        | 1 - 2                                                        | Udinese       | Pier Luigi Penzo            | 10 de abril | 15:00 |
| Roma           | 2 - 1                                                        | Salernitana   | Olímpico de Roma            | 10 de abril | 18:00 |
| Torino         | 0 - 0                                                        | Milan         | Olímpico Grande Torino      | 10 de abril | 20:45 |
| Bologna        | 2 - 0                                                        | Sampdoria     | Renato Dall'Ara             | 11 de abril | 20:45 |

| Spezia     | 1 - 3 (enlace roto disponible en Internet Archive; véase el historial, la primera versión y la última). | Inter de Milán | Alberto Picco               | 15 de abril | 19:00 |
| Milan      | 2 - 0                                                                                                   | Genoa          | San Siro                    | 15 de abril | 21:00 |
| Cagliari   | 1 - 0                                                                                                   | Sassuolo       | Unipol Domus-Sardegna Arena | 16 de abril | 12:30 |
| Sampdoria  | 1 - 2                                                                                                   | Salernitana    | Luigi Ferraris              | 16 de abril | 14:30 |
| Udinese    | 4 - 1                                                                                                   | Empoli         | Friuli-Dacia Arena          | 16 de abril | 14:30 |
| Fiorentina | 1 - 0                                                                                                   | Venezia        | Artemio Franchi             | 16 de abril | 16:30 |
| Juventus   | 1 - 1 Archivado el 26 de octubre de 2021 en Wayback Machine.                                            | Bologna        | Allianz                     | 16 de abril | 18:30 |
| Lazio      | 1 - 1                                                                                                   | Torino         | Olímpico de Roma            | 16 de abril | 20:45 |
| Napoli     | 1 - 1 Archivado el 6 de julio de 2022 en Wayback Machine.                                               | Roma           | Diego Armando Maradona      | 18 de abril | 19:00 |
| Atalanta   | 1 - 2                                                                                                   | Hellas Verona  | Gewiss Stadium              | 18 de abril | 21:00 |

| Torino         | 2 - 1                                                         | Spezia     | Olímpico Grande Torino      | 23 de abril | 15:00 |
| Venezia        | 1 - 3                                                         | Atalanta   | Pier Luigi Penzo            | 23 de abril | 15:00 |
| Inter de Milán | 3 - 1 Archivado el 12 de febrero de 2022 en Wayback Machine.  | Roma       | Giuseppe Meazza             | 23 de abril | 18:00 |
| Hellas Verona  | 1 - 1                                                         | Sampdoria  | Marc'Antonio Bentegodi      | 23 de abril | 20:45 |
| Salernitana    | 2 - 1 Archivado el 6 de noviembre de 2021 en Wayback Machine. | Fiorentina | Arechi                      | 24 de abril | 12:30 |
| Bologna        | 2 - 2                                                         | Udinese    | Renato Dall'Ara             | 24 de abril | 15:00 |
| Empoli         | 3 - 2                                                         | Napoli     | Carlo Castellani            | 24 de abril | 15:00 |
| Genoa          | 1 - 0                                                         | Cagliari   | Luigi Ferraris              | 24 de abril | 18:00 |
| Lazio          | 1 - 2 Archivado el 28 de febrero de 2022 en Wayback Machine.  | Milan      | Olímpico de Roma            | 24 de abril | 20:45 |
| Sassuolo       | 1 - 2 Archivado el 26 de octubre de 2021 en Wayback Machine.  | Juventus   | Mapei - Città del Tricolore | 25 de abril | 20:45 |

| Cagliari  | 1 - 2                                                      | Hellas Verona  | Unipol Domus-Sardegna Arena | 30 de abril | 15:00 |
| Napoli    | 6 - 1 Archivado el 26 de junio de 2022 en Wayback Machine. | Sassuolo       | Diego Armando Maradona      | 30 de abril | 15:00 |
| Sampdoria | 1 - 0                                                      | Genoa          | Luigi Ferraris              | 30 de abril | 18:00 |
| Spezia    | 3 - 4                                                      | Lazio          | Alberto Picco               | 30 de abril | 20:45 |
| Juventus  | 2 - 1 Archivado el 1 de mayo de 2022 en Wayback Machine.   | Venezia        | Allianz                     | 1 de mayo   | 12:30 |
| Empoli    | 1 - 3                                                      | Torino         | Carlo Castellani            | 1 de mayo   | 15:00 |
| Milan     | 1 - 0 Archivado el 30 de junio de 2022 en Wayback Machine. | Fiorentina     | San Siro                    | 1 de mayo   | 15:00 |
| Udinese   | 1 - 2                                                      | Inter de Milán | Friuli-Dacia Arena          | 1 de mayo   | 18:00 |
| Roma      | 0 - 0 Archivado el 29 de junio de 2022 en Wayback Machine. | Bologna        | Olímpico de Roma            | 1 de mayo   | 20:45 |
| Atalanta  | 1 - 1                                                      | Salernitana    | Gewiss Stadium              | 2 de mayo   | 20:45 |

| Inter de Milán | 4 - 2 Archivado el 7 de mayo de 2022 en Wayback Machine.   | Empoli    | Giuseppe Meazza             | 6 de mayo | 18:45 |
| Genoa          | 2 - 1 Archivado el 6 de mayo de 2022 en Wayback Machine.   | Juventus  | Luigi Ferraris              | 6 de mayo | 21:00 |
| Torino         | 0 - 1 Archivado el 26 de junio de 2022 en Wayback Machine. | Napoli    | Olímpico Grande Torino      | 7 de mayo | 15:00 |
| Sassuolo       | 1 - 1 Archivado el 26 de abril de 2022 en Wayback Machine. | Udinese   | Mapei - Città del Tricolore | 7 de mayo | 18:00 |
| Lazio          | 2 - 0 Archivado el 29 de junio de 2022 en Wayback Machine. | Sampdoria | Olímpico de Roma            | 7 de mayo | 20:45 |
| Spezia         | 1 - 3 Archivado el 29 de junio de 2022 en Wayback Machine. | Atalanta  | Alberto Picco               | 8 de mayo | 12:30 |
| Venezia        | 4 - 3 Archivado el 26 de junio de 2022 en Wayback Machine. | Bologna   | Pier Luigi Penzo            | 8 de mayo | 15:00 |
| Salernitana    | 1 - 1 Archivado el 5 de julio de 2022 en Wayback Machine.  | Cagliari  | Arechi                      | 8 de mayo | 18:00 |
| Hellas Verona  | 1 - 3 Archivado el 26 de junio de 2022 en Wayback Machine. | Milan     | Marc'Antonio Bentegodi      | 8 de mayo | 20:45 |
| Fiorentina     | 2 - 0 Archivado el 26 de junio de 2022 en Wayback Machine. | Roma      | Artemio Franchi             | 9 de mayo | 20:45 |

| Empoli        | 1 - 1 Archivado el 10 de mayo de 2022 en Wayback Machine.  | Salernitana    | Carlo Castellani            | 14 de mayo | 15:00 |
| Hellas Verona | 0 - 1                                                      | Torino         | Marc'Antonio Bentegodi      | 14 de mayo | 18:00 |
| Udinese       | 2 - 3                                                      | Spezia         | Friuli-Dacia Arena          | 14 de mayo | 18:00 |
| Roma          | 1 - 1 Archivado el 10 de mayo de 2022 en Wayback Machine.  | Venezia        | Olímpico de Roma            | 14 de mayo | 20:45 |
| Bologna       | 1 - 3 Archivado el 23 de mayo de 2022 en Wayback Machine.  | Sassuolo       | Renato Dall'Ara             | 15 de mayo | 12:30 |
| Napoli        | 3 - 0 Archivado el 4 de julio de 2022 en Wayback Machine.  | Genoa          | Diego Armando Maradona      | 15 de mayo | 15:00 |
| Milan         | 2 - 0 Archivado el 26 de junio de 2022 en Wayback Machine. | Atalanta       | San Siro                    | 15 de mayo | 18:00 |
| Cagliari      | 1 - 3 Archivado el 5 de julio de 2022 en Wayback Machine.  | Inter de Milán | Unipol Domus-Sardegna Arena | 15 de mayo | 20:45 |
| Sampdoria     | 4 - 1 Archivado el 5 de julio de 2022 en Wayback Machine.  | Fiorentina     | Luigi Ferraris              | 16 de mayo | 18:30 |
| Juventus      | 2 - 2 Archivado el 16 de mayo de 2022 en Wayback Machine.  | Lazio          | Allianz                     | 16 de mayo | 20:45 |

| Torino         | 0 - 3 Archivado el 19 de mayo de 2022 en Wayback Machine.  | Roma          | Olímpico Grande Torino      | 20 de mayo | 20:45 |
| Genoa          | 0 - 1                                                      | Bologna       | Luigi Ferraris              | 21 de mayo | 17:15 |
| Atalanta       | 0 - 1                                                      | Empoli        | Gewiss Stadium              | 21 de mayo | 20:45 |
| Fiorentina     | 2 - 0 Archivado el 25 de junio de 2022 en Wayback Machine. | Juventus      | Artemio Franchi             | 21 de mayo | 20:45 |
| Lazio          | 3 - 3 Archivado el 23 de mayo de 2022 en Wayback Machine.  | Hellas Verona | Olímpico de Roma            | 21 de mayo | 20:45 |
| Spezia         | 0 - 3                                                      | Napoli        | Alberto Picco               | 22 de mayo | 12:30 |
| Inter de Milán | 3 - 0                                                      | Sampdoria     | Giuseppe Meazza             | 22 de mayo | 18:00 |
| Sassuolo       | 0 - 3 Archivado el 19 de mayo de 2022 en Wayback Machine.  | Milan (C)     | Mapei - Città del Tricolore | 22 de mayo | 18:00 |
| Salernitana    | 0 - 4                                                      | Udinese       | Arechi                      | 22 de mayo | 21:00 |
| Venezia        | 0 - 0                                                      | Cagliari      | Pier Luigi Penzo            | 22 de mayo | 21:00 |

### Tabla de resultados cruzados
| Local \ Visitante      | ACM | ASR | ACF | ATA | BOL | CAG | EMP | GEN | HEL | INT | JUV | SSL | SSC | UCS | SAL | SAS | SPE | TOR | UDI | VEN |
| ---------------------- | --- | --- | --- | --- | --- | --- | --- | --- | --- | --- | --- | --- | --- | --- | --- | --- | --- | --- | --- | --- |
| A. C. Milan            | —   | 3–1 | 1–0 | 2–0 | 0–0 | 4–1 | 1–0 | 2–0 | 3–2 | 1–1 | 0–0 | 2–0 | 0–1 | 1–0 | 2–0 | 1–3 | 1–2 | 1–0 | 1–1 | 2–0 |
| A. S. Roma             | 1–2 | —   | 3–1 | 1–0 | 0–0 | 1–0 | 2–0 | 0–0 | 2–2 | 0–3 | 3–4 | 3–0 | 0–0 | 1–1 | 2–1 | 2–1 | 2–0 | 1–0 | 1–0 | 1–1 |
| A. C. F. Fiorentina    | 4–3 | 2–0 | —   | 1–0 | 1–0 | 3–0 | 1–0 | 6–0 | 1–1 | 1–3 | 2–0 | 0–3 | 1–2 | 3–1 | 4–0 | 2–2 | 3–0 | 2–1 | 0–4 | 1–0 |
| Atalanta B. C.         | 2–3 | 1–4 | 1–2 | —   | 0–0 | 1–2 | 0–1 | 0–0 | 1–2 | 0–0 | 1–1 | 2–2 | 1–3 | 4–0 | 1–1 | 2–1 | 5–2 | 4–4 | 1–1 | 4–0 |
| Bologna F. C.          | 2–4 | 1–0 | 2–3 | 0–1 | —   | 2–0 | 0–0 | 2–2 | 1–0 | 2–1 | 0–2 | 3–0 | 0–2 | 2–0 | 3–2 | 1–3 | 2–1 | 0–0 | 2–2 | 0–1 |
| Cagliari Calcio        | 0–1 | 1–2 | 1–1 | 1–2 | 2–1 | —   | 0–2 | 2–3 | 1–2 | 1–3 | 1–2 | 0–3 | 1–1 | 3–1 | 1–1 | 1–0 | 2–2 | 1–1 | 0–4 | 1–1 |
| Empoli F. C.           | 2–4 | 2–4 | 2–1 | 1–4 | 4–2 | 1–1 | —   | 2–2 | 1–1 | 0–2 | 2–3 | 1–3 | 3–2 | 0–3 | 1–1 | 1–5 | 0–0 | 1–3 | 3–1 | 1–2 |
| Genoa C. F. C.         | 0–3 | 0–2 | 1–2 | 0–0 | 0–1 | 1–0 | 0–0 | —   | 3–3 | 0–0 | 2–1 | 1–4 | 1–2 | 1–3 | 1–1 | 2–2 | 0–1 | 1–0 | 0–0 | 0–0 |
| Hellas Verona F. C.    | 1–3 | 3–2 | 1–1 | 1–2 | 2–1 | 0–0 | 2–1 | 1–0 | —   | 1–3 | 2–1 | 4–1 | 1–2 | 1–1 | 1–2 | 2–3 | 4–0 | 0–1 | 4–0 | 3–1 |
| Inter de Milán         | 1–2 | 3–1 | 1–1 | 2–2 | 6–1 | 4–0 | 4–2 | 4–0 | 2–0 | —   | 1–1 | 2–1 | 3–2 | 3–0 | 5–0 | 0–2 | 2–0 | 1–0 | 2–0 | 2–1 |
| Juventus F. C.         | 1–1 | 1–0 | 1–0 | 0–1 | 1–1 | 2–0 | 0–1 | 2–0 | 2–0 | 0–1 | —   | 2–2 | 1–1 | 3–2 | 2–0 | 1–2 | 1–0 | 1–1 | 2–0 | 2–1 |
| S. S. Lazio            | 1–2 | 3–2 | 1–0 | 0–0 | 3–0 | 2–2 | 3–3 | 3–1 | 3–3 | 3–1 | 0–2 | —   | 1–2 | 2–0 | 3–0 | 2–1 | 6–1 | 1–1 | 4–4 | 1–0 |
| S. S. C. Napoli        | 0–1 | 1–1 | 2–3 | 2–3 | 3–0 | 2–0 | 0–1 | 3–0 | 1–1 | 1–1 | 2–1 | 4–0 | —   | 1–0 | 4–1 | 6–1 | 0–1 | 1–0 | 2–1 | 2–0 |
| U. C. Sampdoria        | 0–1 | 0–1 | 4–1 | 1–3 | 1–2 | 1–2 | 2–0 | 1–0 | 3–1 | 2–2 | 1–3 | 1–3 | 0–4 | —   | 1–2 | 4–0 | 2–1 | 1–2 | 3–3 | 1–1 |
| U. S. Salernitana 1919 | 2–2 | 0–4 | 2–1 | 0–1 | 1–1 | 1–1 | 2–4 | 1–0 | 2–2 | 0–5 | 0–2 | 0–3 | 0–1 | 0–2 | —   | 2–2 | 2–2 | 0–1 | 0–4 | 2–1 |
| U. S. Sassuolo         | 0–3 | 2–2 | 2–1 | 2–1 | 0–3 | 2–2 | 1–2 | 1–1 | 2–4 | 1–2 | 1–2 | 2–1 | 2–2 | 0–0 | 1–0 | —   | 4–1 | 0–1 | 1–1 | 3–1 |
| Spezia Calcio          | 1–2 | 0–1 | 1–2 | 1–3 | 0–1 | 2–0 | 1–1 | 1–1 | 1–2 | 1–3 | 2–3 | 3–4 | 0–3 | 1–0 | 2–1 | 2–2 | —   | 1–0 | 0–1 | 1–0 |
| Torino F. C.           | 0–0 | 0–3 | 4–0 | 1–2 | 2–1 | 1–2 | 2–2 | 3–2 | 1–0 | 1–1 | 0–1 | 1–1 | 0–1 | 3–0 | 4–0 | 1–1 | 2–1 | —   | 2–1 | 1–2 |
| Udinese Calcio         | 1–1 | 1–1 | 0–1 | 2–6 | 1–1 | 5–1 | 4–1 | 0–0 | 1–1 | 1–2 | 2–2 | 1–1 | 0–4 | 2–1 | 0–1 | 3–2 | 2–3 | 2–0 | —   | 3–0 |
| Venezia F. C.          | 0–3 | 3–2 | 1–0 | 1–3 | 4–3 | 0–0 | 1–1 | 1–1 | 3–4 | 0–2 | 1–1 | 1–3 | 0–2 | 0–2 | 1–2 | 1–4 | 1–2 | 1–1 | 1–2 | —   |

### Campeón
| Serie A                 |
|                         |
| A. C. Milan 19.° título |

## Datos y estadísticas

### Récords
- Primer gol de la temporada: Anotado por Milan Škriniar, para el Internazionale contra el Genoa (21 de agosto de 2021)
- Último gol de la temporada: Anotado por Roberto Pereyra, para el Udinese Calcio contra la Salernitana (22 de mayo de 2022)
- Gol más rápido: Anotado al minuto por David Okereke para el Venezia contra la Roma (14 de enero de 2022) Reporte Archivado el 15 de mayo de 2022 en Wayback Machine.
- Gol más cercano al final del encuentro: Anotado a los 90+8'  por Domenico Criscito para el Genoa contra la Fiorentina (18 de septiembre de 2021). Reporte
- Mayor número de goles marcados en un partido: 8 goles, en el Lazio 4 - 4 Udinese (2 de diciembre de 2021), en el Udinese 2 - 6 Archivado el 3 de enero de 2022 en Wayback Machine. Atalanta (9 de enero de 2022) y en el Atalanta 4 - 4 Torino (27 de abril de 2022)
- Mayor victoria local: Fiorentina 6 - 1 Archivado el 6 de noviembre de 2021 en Wayback Machine. Genoa (17 de enero de 2022).
- Mayor victoria visitante: Salernitana 0 - 5 Internazionale (17 de diciembre de 2021).

### Máximos goleadores
Actualizado el 22 de mayo de 2022.
| Pos. | Jugador           | Equipo                  | Goles | Partidos |
| ---- | ----------------- | ----------------------- | ----- | -------- |
| 1    | Ciro Immobile     | S. S. Lazio             | 27    | 31       |
| 2    | Dušan Vlahović    | ACF Fiorentina/Juventus | 24    | 36       |
| 3    | Lautaro Martínez  | Inter de Milán          | 21    | 35       |
| 4    | Giovanni Simeone  | Hellas Verona F. C.     | 17    | 36       |
|      | Tammy Abraham     | A. S. Roma              | 17    | 37       |
| 6    | Gianluca Scamacca | U. S. Sassuolo          | 16    | 36       |
| 7    | Domenico Berardi  | U. S. Sassuolo          | 15    | 33       |
| 8    | Victor Osimhen    | S. S. C. Napoli         | 14    | 27       |
|      | Marko Arnautović  | Bologna F. C.           | 14    | 33       |
| 10   | Gerard Deulofeu   | Udinese                 | 13    | 34       |
|      | Edin Džeko        | Inter de Milán          | 13    | 36       |
|      | Andrea Pinamonti  | Empoli F. C.            | 13    | 36       |
|      | João Pedro        | Cagliari                | 13    | 37       |
|      | Mario Pašalić     | Atalanta B. C.          | 13    | 37       |

### Máximos asistentes
| Pos. | Jugador                 | Equipo              | Asistencias |
| ---- | ----------------------- | ------------------- | ----------- |
| 1    | Domenico Berardi        | U. S. Sassuolo      | 13          |
| 2    | Hakan Çalhanoğlu        | Inter de Milán      | 12          |
| 3    | Nicolò Barella          | Inter de Milán      | 11          |
| 4    | Rafael Leão             | A. C. Milan         | 10          |
|      | Luis Alberto            | S. S. Lazio         | 10          |
|      | Antonio Candreva        | U. C. Sampdoria     | 10          |
|      | Sergej Milinković-Savić | S. S. Lazio         | 10          |
| 8    | Luis Muriel             | Atalanta B. C.      | 8           |
|      | Lorenzo Insigne         | S. S. C. Napoli     | 8           |
|      | Jordan Veretout         | A. S. Roma          | 8           |
|      | Felipe Anderson         | S. S. Lazio         | 8           |
| 12   | Darko Lazović           | Hellas Verona F. C. | 7           |
|      | Gianluca Caprari        | Hellas Verona F. C. | 7           |

#### Tripletas o pókers
Aquí se encuentra la lista de tripletas y póker de goles (en general, tres o más goles marcados por un jugador en un mismo encuentro) conseguidos en la temporada.
| Fecha      | Jugador          | Goles                                 | Local          | Resultado                                                    | Visitante     | Jornada    |
| ---------- | ---------------- | ------------------------------------- | -------------- | ------------------------------------------------------------ | ------------- | ---------- |
| 28/08/2021 | Ciro Immobile    | 5' · 18' · 45+2'                      | Lazio          | 6 - 1                                                        | Spezia        | Jornada 2  |
| 24/10/2021 | Giovanni Simeone | 30' · 36' · 62' · 90+2'               | Hellas Verona  | 4 - 1 Archivado el 24 de octubre de 2021 en Wayback Machine. | Lazio         | Jornada 9  |
| 31/10/2021 | Dušan Vlahović   | 44' (penalti) · 62' · 74'             | Fiorentina     | 3 - 0                                                        | Spezia        | Jornada 11 |
| 30/11/2021 | Mario Pašalić    | 7' · 12' · 67'                        | Atalanta       | 4 - 0                                                        | Venezia       | Jornada 15 |
| 16/1/2022  | Antonín Barák    | 44' · 57' (penalti) · 90+4'           | Sassuolo       | 2 - 4 Archivado el 6 de enero de 2022 en Wayback Machine.    | Hellas Verona | Jornada 22 |
| 27/2/2022  | Giovanni Simeone | 54' · 63' · 88'                       | Hellas Verona  | 3 - 1 Archivado el 30 de junio de 2022 en Wayback Machine.   | Venezia       | Jornada 27 |
| 3/4/2022   | Lautaro Martínez | 22' · 40' · 56'                       | Inter de Milán | 5 - 0 Archivado el 12 de febrero de 2022 en Wayback Machine. | Salernitana   | Jornada 28 |
| 4/3/2022   | Beto             | 45' · 49' · 73'                       | Udinese        | 5 - 1                                                        | Cagliari      | Jornada 31 |
| 10/4/2022  | Ciro Immobile    | 45+1' · 63' · 76'                     | Genoa          | 1 - 4 Archivado el 26 de junio de 2022 en Wayback Machine.   | Lazio         | Jornada 32 |
| 1/5/2022   | Andrea Belotti   | 78' (penalti) · 87' (penalti) · 90+6' | Empoli         | 1 - 3                                                        | Torino        | Jornada 35 |

## Premios

### Mejor jugador del mes
| Mes        | Jugador            | Equipo               | Ref.   |
| ---------- | ------------------ | -------------------- | ------ |
| Septiembre | Kalidou Koulibaly  | S. S. C. Napoli      | [ 44 ] |
| Octubre    | Giovanni Simeone   | Hellas Verona F. C.  | [ 45 ] |
| Noviembre  | Hakan Çalhanoğlu   | F. C. Internazionale | [ 46 ] |
| Diciembre  | Dušan Vlahović     | A. C. F. Fiorentina  | [ 47 ] |
| Enero      | Giacomo Raspadori  | U. S. Sassuolo       | [ 48 ] |
| Febrero    | Ruslan Malinovskyi | Atalanta B. C.       | [ 49 ] |
| Marzo      | Victor Osimhen     | S. S. C. Napoli      | [ 50 ] |
| Abril      | Marcelo Brozović   | F. C. Internazionale | [ 51 ] |
| Mayo       | Sandro Tonali      | A. C. Milan          | [ 52 ] |

### Mejor gol del mes
| Mes        | Jugador            | Equipo               | Ref. |
| ---------- | ------------------ | -------------------- | ---- |
| Septiembre | Lorenzo Pellegrini | A. S. Roma           |      |
| Octubre    | Antonio Candreva   | U. C. Sampdoria      |      |
| Noviembre  | Keita Baldé        | Cagliari Calcio      |      |
| Diciembre  | Juan Cuadrado      | Juventus F. C.       |      |
| Enero      | Lorenzo Pellegrini | A. S. Roma           |      |
| Febrero    | Ruslan Malinovskyi | Atalanta B. C.       |      |
| Marzo      | Lorenzo Pellegrini | A. S. Roma           |      |
| Abril      | Ivan Perišić       | F. C. Internazionale |      |

### Mejor Entrenador del mes
| Mes        | Entrenador           | Equipo               | Ref.   |
| ---------- | -------------------- | -------------------- | ------ |
| Septiembre | Luciano Spalletti    | S. S. C. Napoli      | [ 53 ] |
| Octubre    | Stefano Pioli        | A. C. Milan          | [ 54 ] |
| Noviembre  | Gian Piero Gasperini | Atalanta B. C.       | [ 55 ] |
| Diciembre  | Simone Inzaghi       | F. C. Internazionale | [ 56 ] |
| Enero      | Thiago Motta         | Spezia               | [ 57 ] |
| Febrero    | Luciano Spalletti    | S. S. C. Napoli      | [ 58 ] |
| Marzo      | Stefano Pioli        | A. C. Milan          | [ 59 ] |
| Abril      | Siniša Mihajlović    | Bologna F. C.        | [ 60 ] |
| Mayo       | Stefano Pioli        | A. C. Milan          | [ 61 ] |